# 突然變異 (電影)
《魚男悲歌》（韓語：돌연변이）是一部2015年上映的喜劇劇情片，這是導演權五光執導的首部長篇電影，由李光洙、李天熙、朴寶英主演。講述由李光洙飾演的朴九因參加製藥公司的人體試驗而變成魚人，朴九成為魚人後，一夜成名，但卻因製藥公司的陰謀，朴九被大眾討厭、害怕，進而引發了一連串事情，2015年10月22日在韓國上映。權五光導演將對黃宇錫事件、國家情報院輿論操縱事件等社會性事件的諷刺融入到作品中的各個角落。

## 演員陣容

### 主要人物
- 李光洙 飾 朴九
- 李天熙 飾 尚元
- 朴寶英 飾 朱真

### 其他人物
- 張光 飾 朴相哲，朴九的父親
- 李炳俊 飾 卞博士
- 金希沅 飾 金律師
- 鄭仁基 飾演 東植
- 林成美 飾演 全高雲秘書
- 明桂南 飾演 會長
- 崔智浩 飾演 會長秘書
- 吳昌敬 飾演 網絡牧師
- 林亨泰 飾演 警衛員
- 李智勳 飾演 製藥公司幹部
- 姜真雅 飾演 護士
- 車宰賢 飾演 爆料者
- 朴成日 飾演 工會幹部
- 姜奉成 飾演 禹文基
- 李昌勋 飾演 研究員

### 友情出演
- 田慧振 飾演 紀錄片旁白

## 參展
《魚男悲歌》劇組曾受邀出席了第40屆多倫多國際電影節、第20屆釜山國際電影節及第25屆台灣金馬獎電影節等知名電影節，並在電影節中參展。

## 外部鏈接
- NAVER上《突然變異》的資料
- Daum上《突然變異》的資料

- 韩国电影数据库（KMDb）上《突然變異》的資料
- 互联网电影数据库（IMDb）上《魚男突變》的资料（英文）